# Finska fjärrvärmeföreningen
Finska fjärrvärmeföreningen (finska Suomen kaukolämpö SKY), var en finländsk branschorganisation med syfte att främja fjärrvärmens konkurrenskraft. 
Organisationen, som grundades 1964 och hade sitt säte i Helsingfors, hade omkring 200 medlemmar (2002), varav två tredjedelar var energi- eller fjärrvärmeföretag som säljer fjärrvärme och en tredjedel var företag inom fjärrvärmebranschen. Tillsammans levererade föreningens medlemmar omkring 97 % av Finlands fjärrvärmeenergi. Föreningen uppgick 2004 i den nybildade föreningen Finsk Energiindustri.